# Phytomyza orobanchia
Phytomyza orobanchia este o specie de muște din genul Phytomyza, familia Agromyzidae, descrisă de Johann Heinrich Kaltenbach în anul 1864. Conform Catalogue of Life specia Phytomyza orobanchia nu are subspecii cunoscute.